# Mérette

Mérette est un téléfilm suisse réalisé par Jean-Jacques Lagrange, sur un scénario de Jean-Louis Roncoroni d'après un récit de Gottfried Keller, diffusé en janvier 1982.

## Synopsis
Mérette est l'histoire, adaptée d'un texte de Gottfried Keller, au XIXe siècle, qui en veut à Dieu de lui avoir repris sa mère. Elle refuse l'éducation très protestante que son père tente de lui imposer en la plaçant auprès du pasteur Magnoux, dans la campagne vaudoise. Oppressée par ces règles religieuses, Mérette trouve refuge dans son imaginaire et dans la douceur de la nature. Mais la société des adultes est intransigeante…
Anne Bos interprète Mérette tandis que Jean Bouise incarne le pasteur Magnoux. Parmi les acteurs, citons Isabelle Sadoyan (Mme Magnoux), Patrick Lapp (Guillaume de Pontins), Catherine Eger (Mathilde de Pontins), avec la participation d'Yvette Théraulaz, Charles Nelson, Christine Wipf, Richard Vachoux, Michèle Gleizer et François Simon.
Mérette a reçu le prix du Festival du Film d'Auteur de San Remo 1982 ainsi que le prix Louis-Philippe Kammans des télévisions francophones.

## Fiche technique
- Réalisation : Jean-Jacques Lagrange
- Scénario de Jean-Louis Roncoroni, d'après un récit de Gottfried Keller
- Musique : Louis Crelier
- Pays d'origine :  Suisse
- Genre : Drame
- Durée : 95 minutes
- Année de diffusion : 
  - France - 3 avril 1982

## Distribution
- Anne Bos : Mérette de Pontins
- Jean Bouise : Le pasteur Magnoux
- Isabelle Sadoyan : Mme Magnoux
- Patrick Lapp : Guillaume de Pontins
- Catherine Eger : Mathilde de Pontins
- Yvette Théraulaz : Simone
- Charlie Nelson : Samuel
- Christine Wipf : Pauline
- Richard Vachoux : Le pasteur Couvet
- Michèle Gleizer : Mme Coudray
- François Simon : le peintre